# Manel Navarro
Manel Navarro (født 7. marts 1996) er en spansk sanger som repræsenterede Spanien ved Eurovision Song Contest 2017 med sangen "Do It For Your Lover". Han kom på sidstepladsen. I den spanske nationale finale fik han 34 point fra juryerne og 24 point fra seerne. Han og Mirela stod lige på 58 point hver, og derfor skulle juryerne vælge, hvem der skulle blive vinderen, og de valgte Manel Navarro.